# 가타우라촌
가타우라촌(일본어: 片浦村)은 일본 가나가와현 아시가라시모군에 존재했던 촌이다. 현재의 오다와라시 남부에 해당한다.

## 역사
- 1889년 4월 1일 -정촌제 시행에 의해 아시가라시모군 가타우라촌이 성립하였다.
- 1954년 12월 1일 - 오다와라시에 편입해, 동일 가타우라촌은 폐지되었다.

## 교통

### 철도
- 일본국유철도 (→ 도카이 여객철도)
  - 도카이도선

## 참고 문헌
- 角川日本地名大辞典編纂委員会,『角川日本地名大辞典 神奈川県』1984, 角川書店